# Caja Rural-Seguros RGA
Caja Rural-Seguros RGA is een Spaanse wielerploeg die in 2010 werd opgericht. Een jaar later verkreeg het team een professioneel continentaal statuut. Caja Rural, sponsor van het team, was voordien al actief in de wielersport als cosponsor van Team Kaiku.

## Bekende (oud-)renners
- Jon Aberasturi (2019-2021)
- Francisco Aramendia (2012-2016)
- David Arroyo (2013-2017)
- André Cardoso (2012-2013)
- Manuel Cardoso (2012-2013)
- David de la Fuente (2012)
- José Herrada (2010-2011)
- Michał Kwiatkowski (2010)
- Javier Moreno (2011)
- Mikel Nieve (2022)
- Sergio Pardilla (2015-2019)
- Antonio Piedra (2012-2014)
- Luis León Sánchez (2014)
- Yury Trofimov (2017)
- Sergej Tsjernetski (2019)
- Amets Txurruka (2013-2015)

## Grote rondes
| 0 Jaar | Ronde van Italië   | Ronde van Italië | Ronde van Frankrijk | Ronde van Frankrijk | Ronde van Spanje                   | Ronde van Spanje   |
| 0 Jaar | hoogste klassering | etappewinst      | hoogste klassering  | etappewinst         | hoogste klassering                 | etappewinst        |
| ------ | ------------------ | ---------------- | ------------------- | ------------------- | ---------------------------------- | ------------------ |
| 2012   | geen deelname      | geen deelname    | geen deelname       | geen deelname       | 21e André Cardoso                  | 15e Antonio Piedra |
| 2013   | geen deelname      | geen deelname    | geen deelname       | geen deelname       | 13e David Arroyo Javier Aramendia  |                    |
| 2014   | geen deelname      | geen deelname    | geen deelname       | geen deelname       | 20e David Arroyo Luis León Sánchez |                    |
| 2015   | geen deelname      | geen deelname    | geen deelname       | geen deelname       | 12e David Arroyo Omar Fraile       |                    |
| 2016   | geen deelname      | geen deelname    | geen deelname       | geen deelname       | 18e Sergio Pardilla                |                    |
| 2017   | geen deelname      | geen deelname    | geen deelname       | geen deelname       | 15e Sergio Pardilla                |                    |
| 2018   | geen deelname      | geen deelname    | geen deelname       | geen deelname       | 25e Cristian Rodríguez             |                    |
| 2019   | geen deelname      | geen deelname    | geen deelname       | geen deelname       | 50e Cristian Rodríguez             |                    |
| 2020   | geen deelname      | geen deelname    | geen deelname       | geen deelname       | 50e Julen Amezqueta                |                    |
| 2021   | geen deelname      | geen deelname    | geen deelname       | geen deelname       | 32e Jefferson Cepeda               |                    |
| 2022   | geen deelname      | geen deelname    | geen deelname       | geen deelname       | geen deelname                      | geen deelname      |
| 2023   | geen deelname      | geen deelname    | geen deelname       | geen deelname       | 48e Fernando Barceló               |                    |

2010 · 2011 · 2012 · 2013 · 2014 · 2015 · 2016· 2017· 2018· 2019 · 2020· 2021· 2022 · 2023 · 2024 · 2025
Burgos-Burpellet-BH · Caja Rural-Seguros RGA · Equipo Kern Pharma · Euskaltel-Euskadi · Israel-Premier Tech · Lotto · Q36.5 Pro Cycling Team · Solution Tech-Vini Fantini · Team Corratec-Vini Fantini · Team Flanders-Baloise · Team Novo Nordisk · Polti VisitMalta · TotalEnergies · Tudor Pro Cycling Team · Unibet Tietema Rockets · Uno-X Mobility · VF Group-Bardiani CSF-Faizanè · Wagner Bazin WB
Zie ook: UCI ProSeries · Continental Circuits
Aberasturi · Amezqueta · Aranburu · Banaszek · Cañellas · Cepeda · Tsjernetski · Cuadros · Gonçalves · González · Irisarri · Lastra · Malucelli · Molina · Mora · Moreira · Nicolau · Pardilla · Rodríguez · Serrano · Soto · Lazkano (stagiair) · Martín (stagiair) · Pascual (stagiair)
Amezqueta · Aular · Bagües · Barceló · Barrenetxea · Calle · Cepeda · Cuadros · Etxeberria · García · González · Johnston · Lastra · Leitão · Martín · Murguialday · Nicolau · Nieve · Pira · Prades ·Schlegel  · Balderstone (stagiair) · López de Abetxuko (stagiair) · López (stagiair)
Amezqueta · Aular · Babor · Balderstone · Barceló · Barrenetxea · Bárta · Cepeda · Etxeberria · García · González · Hailemichael · Johnston · Leitão · López · Martín · Murguialday · Nicolau · Pira · Prades ·Schlegel  · Sorarrain (vanaf 31/7) · Guardeño (stagiair) · Ibañez (stagiair) · Silva (stagiair)
Arriola-Bengoa · Aular · Babor · Balderstone · Barceló · Bárta · Berwick · Cepeda · Etxeberria 
· Fernández · González · Guardeño · Hailemichael · Johnston · Leitão · López · Murguialday · Nicolau · Prades ·Schlegel · Silva · Sorarrain · Diaz (stagiair) · Ibañez (stagiair)